# Cefalogalinis
Els cefalogalinis (Cephalogalini) són una tribu extinta de mamífers carnívors extints de la família dels ossos (Ursidae) i la subfamília dels hemicionins. Visqueren a l'Europa Occidental des de l'Oligocè fins al Miocè inferior (MN 3). Igual que la resta dels hemicionins, eren depredadors que empaitaven les seves preses i tenien un estil de vida semblant al dels cànids. Representats per centenars de maxil·lars inferiors en les col·leccions antigues del Carcí, són menys freqüents en les noves, excepte en alguns punts com Pech du Fraysse i Pech Desse, dues localitats de l'Oligocè superior (MP 29).